# Paraliochthonius carpenteri
Espèce
Paraliochthonius carpenteri est une espèce de pseudoscorpions de la famille des Chthoniidae.

## Distribution
Cette espèce est endémique des Bahamas. Elle se rencontre dans la grotte Lighthouse Cave sur San Salvador.

## Description
La femelle holotype mesure 2,0 mm.

## Étymologie
Cette espèce est nommée en l'honneur de Jerry H. Carpenter.

## Publication originale
- Muchmore, 1984 : Pseudoscorpions from Florida and the Caribbean area. 13. New species of Tyrannochthonius and Paraliochthonius from the Bahamas, with discussion of the genera (Chthoniidae). Florida Entomologist, vol. 67, p. 119-126.